# Claude-François-Félix Boulenger de Rivery
Pour les articles homonymes, voir Boulenger (homonymie) et Rivery (homonymie).
Claude-François-Félix Boulenger de Rivery (Amiens, 12 juillet 1725 - Amiens, 24 décembre 1758) est un écrivain polygraphe français, également dramaturge. Il a été avocat au Parlement de Paris.

## Œuvres
- Momus philosophe, comédie. En un acte et en vers, Amsterdam, 1750, lire en ligne sur Gallica.
- Apologie de l'Esprit des loix ; ou Réponses aux Observations de M. de L*. P**. Par M. de R***, Amsterdam, 1751, lire en ligne sur Gallica.
- Lettres d'une société, ou Remarques sur quelques ouvrages nouveaux. Tome premier (seul paru), Berlin, 1751, lire en ligne sur Gallica.
- Recherches historiques et critiques sur quelques anciens spectacles, et particulièrement sur les mimes et sur les pantomimes, Paris, 1751.
- Daphnis et Amalthée, pastorale héroïque, Amiens, 1755, lire en ligne sur Gallica.
- Justification de la tragédie d'Oreste, par l'auteur, s.l., 1760.

## Pour approfondir